# De Sitter-metriek
De De Sitter-metriek of De Sitter-ruimte beschrijft op wiskundige manier hoe het universum eruitziet volgens het De Sittermodel. In het bijzonder geeft het de metriek van de ruimtetijd met een positieve kosmologische constante. Hoe de metriek van zo'n ruimte eruitziet, wordt opgelegd door de algemene relativiteitstheorie, meer bepaald de Einstein-vergelijkingen. De metriek is genoemd naar zijn ontdekker, de Nederlandse natuurkundige Willem de Sitter.

## Wiskundige eigenschappen
De De Sitter-metriek wordt genoteerd als {\displaystyle \mathrm {d} S_{n}}. Hierbij staat {\displaystyle n} voor het aantal ruimtetijdsdimensies, dat wil dus zeggen {\displaystyle n-1} ruimtelijke richtingen en één tijdsrichting. Het De Sitter-model, dat een vereenvoudigd model is voor het universum waarin we leven, benadert ons universum door de ruimte {\displaystyle \mathrm {d} S_{4}}. Men kan {\displaystyle \mathrm {d} S_{n}} zien als de Lorentziaanse versie van een {\displaystyle n}-sfeer. In wiskundige termen is het de maximaal symmetrische, positief gekromde ruimte met Lorentziaanse signatuur.

## Definitie
De meest courante definitie van {\displaystyle \mathrm {d} S_{n}}, is de deelruimte van een {\displaystyle (d+1)}-dimensionale Minkowski-ruimte
{\displaystyle \mathrm {d} s^{2}=-\mathrm {d} x_{0}^{2}+\sum _{i=1}^{n}\mathrm {d} x_{i}^{2}},
bepaald door de vergelijking
{\displaystyle -x_{0}^{2}+\sum _{i=1}^{n}x_{i}^{2}=L^{2}}
Hierin is {\displaystyle L} een grootte met de eenheid van lengte, de De Sitter-lengte. Ruwweg bepaalt deze constante de lengteschaal geassocieerd aan de kromming. Voor een waarnemer in een De Sitter-universum, zou het verschil met een gewone vlakke ruimte voelbaar zijn op lengteschalen van de orde van {\displaystyle L}.
De metriek op de bovenbeschreven deelruimte wordt overgeërfd van de achterliggende Minkowski-metriek. De bovenstaande vergelijking beschrijft een hyperboloïde, uitgestrekt in de tijdsrichting van de Minkowski-ruimte, en heeft dus zelf ook een tijdsrichting. Dat verklaart dus dat {\displaystyle \mathrm {d} S_{n}}, net als zijn achterliggende ruimte, Lorentz-signatuur heeft. Meer concreet kunnen we de deelruimte {\displaystyle -x_{0}^{2}+\sum _{i=1}^{n}x_{i}^{2}=L^{2}} beschrijven met de coördinaten {\displaystyle (t,y_{i})}, als volgt:
{\displaystyle x_{0}=L\sinh(t/L)}
{\displaystyle x_{i}=L\cosh(t/L)\,y_{i}}
met {\displaystyle \sum _{i=1}^{n-1}y_{i}^{2}=1}. Dit toont aan dat {\displaystyle \mathrm {d} S_{n}} topologisch gegeven is door een tijdsrichting maal een {\displaystyle (n-1)}-sfeer: {\displaystyle \mathbb {R} \times S^{n-1}}.
Als men de bovenbeschreven relaties in de oorspronkelijke Minkowsi-metriek invult, krijgt men expliciet de metriek van De Sitter-metriek:
{\displaystyle \mathrm {d} s^{2}=-\mathrm {d} t^{2}+L^{2}\cosh ^{2}(t/L)\,\mathrm {d} \Omega _{n-1}^{2}}
Hierin is {\displaystyle \mathrm {d} \Omega _{n-1}^{2}} de metriek op de {\displaystyle (n-1)}-sfeer: bepaald door de {\displaystyle y_{i}}'s.

## Eigenschappen
De isometriegroep van {\displaystyle \mathrm {d} S_{n}} is de lorentz-groep {\displaystyle O(1,n)}. De riemann-tensor is gegeven door
{\displaystyle R_{\rho \sigma \mu \nu }={1 \over L^{2}}(g_{\rho \mu }g_{\sigma \nu }-g_{\rho \nu }g_{\sigma \mu })}
Aangezien de ricci-tensor een veelvoud is van de metriek,
{\displaystyle R_{\mu \nu }={\frac {n-1}{L^{2}}}g_{\mu \nu }}
is {\displaystyle \mathrm {d} S_{n}} een Einstein-ruimte, en dus een oplossing van de Einstein-vergelijkingen met een kosmologische constante {\displaystyle \Lambda }:
{\displaystyle G_{\mu \nu }+\Lambda g_{\mu \nu }=0}
met {\displaystyle G_{\mu \nu }=R_{\mu \nu }-{\frac {1}{2}}Rg_{\mu \nu }} de Einstein-tensor en {\displaystyle g} de metriek. Bijgevolg is de overeenkomstige kosmologische constante gegeven door
{\displaystyle \Lambda ={\frac {(n-1)(n-2)}{2L^{2}}}}
De scalaire kromming van de ruimte is
{\displaystyle R={\frac {n(n-1)}{L^{2}}}={\frac {2n}{n-2}}\Lambda }
Beide zijn inderdaad positief.

## Statische coördinaten
De kunnen De Sitter-ruimte ook voorzien van statische coördinaten {\displaystyle (t,r,\ldots )}, met de volgende coördinaatovergang:
{\displaystyle x_{0}={\sqrt {L^{2}-r^{2}}}\sinh(t/L)}
{\displaystyle x_{1}={\sqrt {L^{2}-r^{2}}}\cosh(t/L)}
{\displaystyle x_{i}=rz_{i}\quad } voor {\displaystyle \quad 2\leq i\leq n}
met {\displaystyle z_{i}} coördinaten op een {\displaystyle (n-2)}-sfeer. In deze coördinaten krijgt De Sitter-metriek de vorm:
{\displaystyle \mathrm {d} s^{2}=-\left(1-{\frac {r^{2}}{L^{2}}}\right)\mathrm {d} t^{2}+\left(1-{\frac {r^{2}}{L^{2}}}\right)^{-1}\mathrm {d} r^{2}+r^{2}\mathrm {d} \Omega _{n-2}^{2}}
In deze vorm ziet men goed dat voor {\displaystyle L\to \infty } (wat fysisch overeenkomt met een limiet waarin de kromming nul wordt) inderdaad de metriek lokaal die van de gewone (vlakke) Minkowski-ruimte aanneemt.

## Opmerkingen
Dit artikel gebruikt zogeheten mostly-plus conventies. Dat wil zeggen dat de tijdscoördinaat in de metriek een negatief teken heeft, en ook de plaats van de kosmologische term in de Einstein-vergelijking is hiervan afhankelijk. (voor mostly-plus conventies staat deze term links, aan de kant van de Einstein-tensor.)